# Liste der Monuments historiques in Dijon
Die Liste der Monuments historiques in Dijon führt die Monuments historiques in der französischen Gemeinde Dijon auf.